# Halbachhammer (Fulerum)

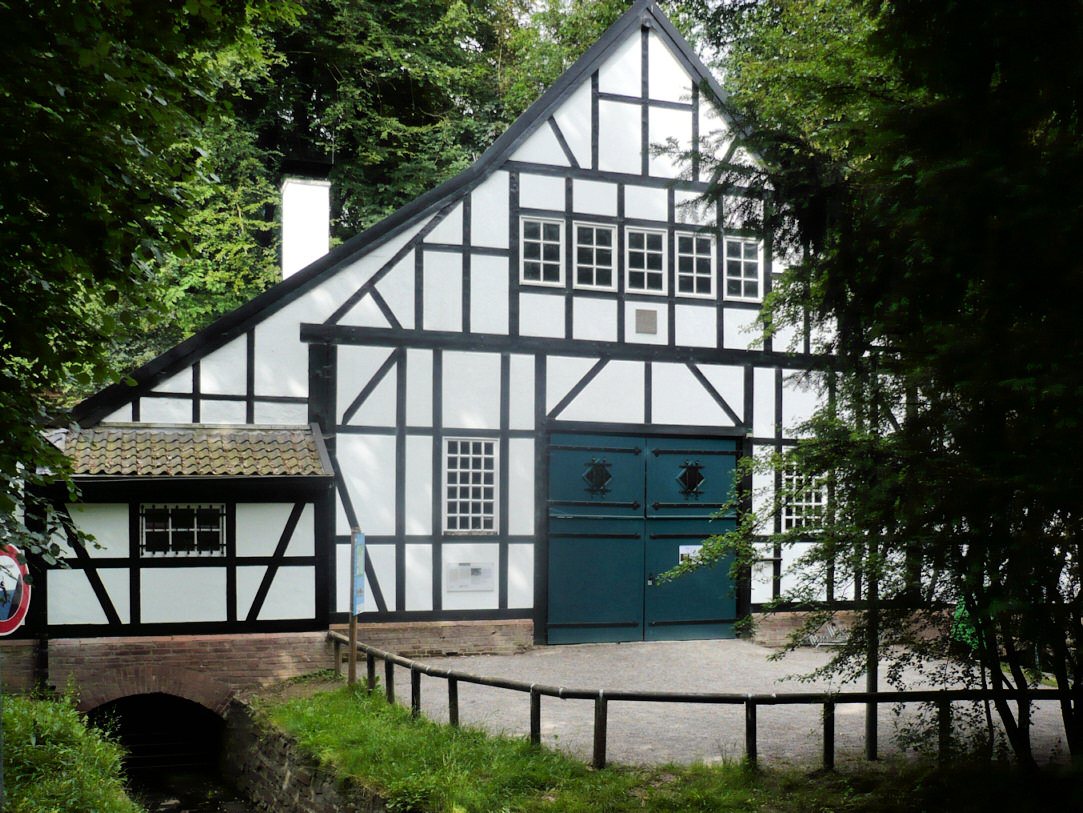
Gebäude des Halbachhammers

Der Halbachhammer im Essener Stadtteil Fulerum ist das umgesetzte Überbleibsel der mittelalterlichen Fickynhütte aus Weidenau an der Sieg. Gustav Krupp von Bohlen und Halbach ließ ihn ins Nachtigallental in Sichtweite der Margarethenhöhe versetzen und schenkte ihn der Stadt. Heute ist der Halbachhammer ein technisches und wirtschaftsgeschichtliches Denkmal, eine Außenstelle des Ruhr Museums und Teil der Route der Industriekultur.

## Geschichte

### Ursprung im Siegerland
1417 wurde die Fickynhütte erstmals urkundlich erwähnt. In ihrer Blütezeit um 1820 produzierte die Anlage jährlich 240 Tonnen Stabeisen, ein über große Entfernungen transportfähiges Halbfertigprodukt, das weiterverarbeitet werden konnte. Sie war damit eine der leistungsfähigsten des Siegerlandes. Um 1900 wurde sie aus wirtschaftlichen Gründen stillgelegt und für eine 1914 in Düsseldorf geplante, aber wegen des Ersten Weltkrieges nicht realisierte Industrieausstellung demontiert und katalogisiert. Die Anlage war eine typische Hammerhütte, in der alle Arbeitsschritte wie Frischen, Schmieden und Hämmern unter einem Dach stattfanden und Schmiedeeisen erzeugt wurde. Neben dem eigentlichen Hammergebäude gab es am Ursprungsort im Weidenauer Stadtteil Fickenhütten (50° 53′ 24,4″ N, 8° 1′ 33,6″ O) Wohn- und Arbeitshäuser, Lager für das Roheisen, die Kohle und die Halb- bzw. Fertigprodukte. Von den dortigen Gebäuden ist heute nichts mehr erhalten. An ihrer Stelle befindet sich die Auffahrt Sieghütte zur Hüttentalstraße.

### Umzug und neuer Betrieb in Essen
Gustav Krupp von Bohlen und Halbach erwarb 1915 das demontierte Hammergebäude. Er ließ es in den Jahren 1935 und 1936 an seinem heutigen Standort, im Nachtigallental zwischen den Essener Stadtteilen Fulerum und Margarethenhöhe, betriebsfähig herrichten, taufte es um und stiftete es der Stadt. Die Einweihung fand am 9. November 1936 statt. Seitdem dient es dem Ruhr Museum als Freilichtanlage. Die Anlage besteht heute aus der Esse für die Schmiede, dem Hammerwerk mit dem 300 Kilogramm schweren Hammerkopf und der Schlicht- und Reckbahn zur Formung des Stabeisens. Dazu kommt die Windanlage mit zwei Blasebälgen, die mit einem Wasserrad angetrieben werden. Die Wasserkraft wird durch einen Stauteich des Kesselbaches (früher: Kreuzenbecke), einen Nebenfluss der Emscher, bereitgestellt. Für die Kohleproduktion wurde bis in die 1960er Jahre ein Kohlenmeiler aufgebaut. Das Tal des Kesselbaches wurde 1907 von Margarethe Krupp als der nach ihr benannten Margarethenhöhe dienendes Naherholungsgebiet angelegt und der Stadt Essen gestiftet.
1993 wurde der Halbachhammer unter Denkmalschutz gestellt, jedoch war er aufgrund von Verfall, Demontagen und fehlender Instandhaltung nicht betriebssicher. 1994 bis 1998 wurde die Anlage im Rahmen des Essener Konsenses (Verbindung von Sozial-, Denkmal- und Städtebauaufgaben mit arbeitsmarktpolitischen Maßnahmen) aufwändig restauriert und ist seitdem in den Sommermonaten als Außenstelle des Ruhr Museums zu besichtigen. Regelmäßig finden, zwischen April und November, Vorführungen des Hammerbetriebes statt.

## Ansichten

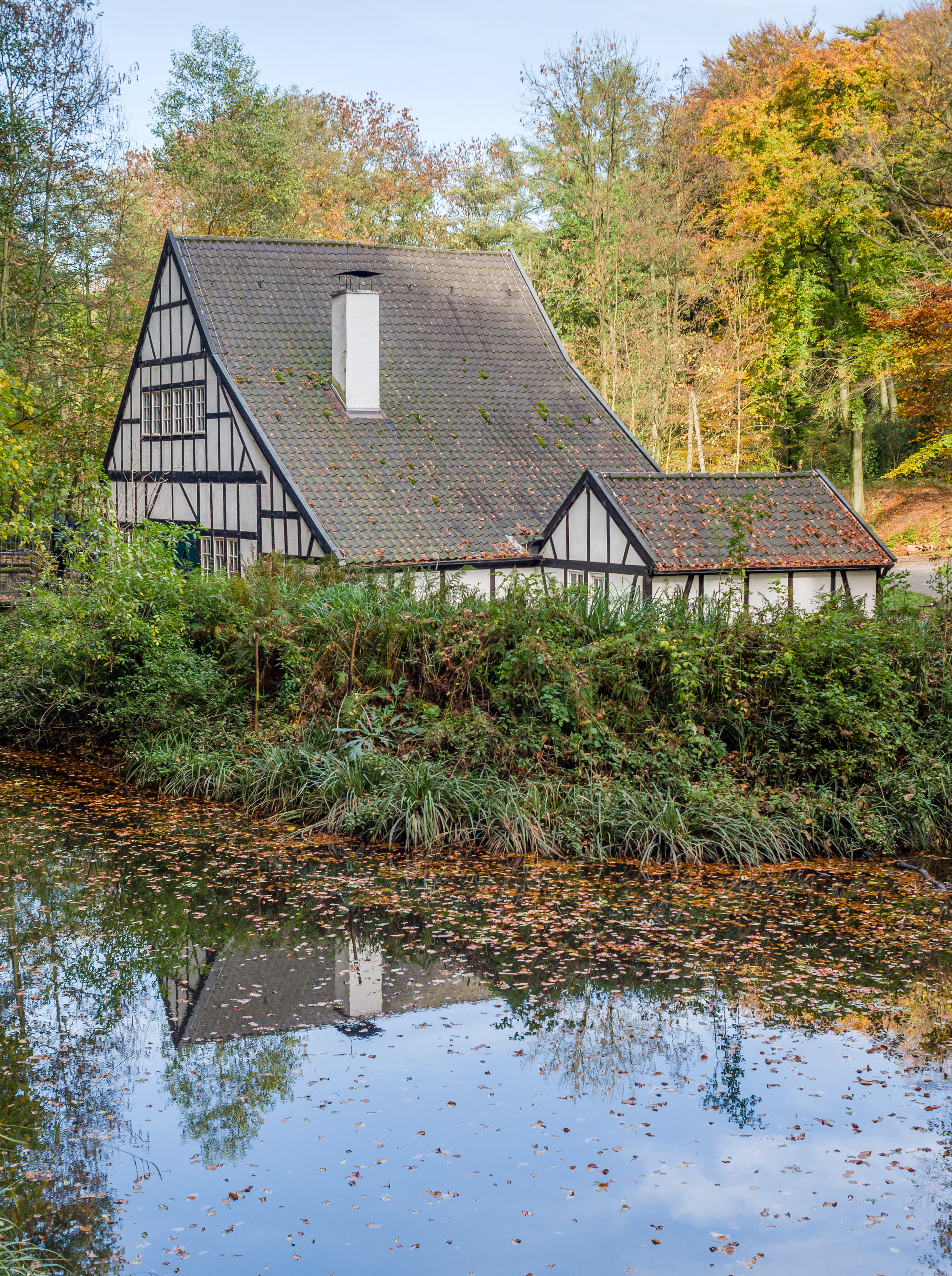
Rückansicht des Gebäudes am Kesselbach
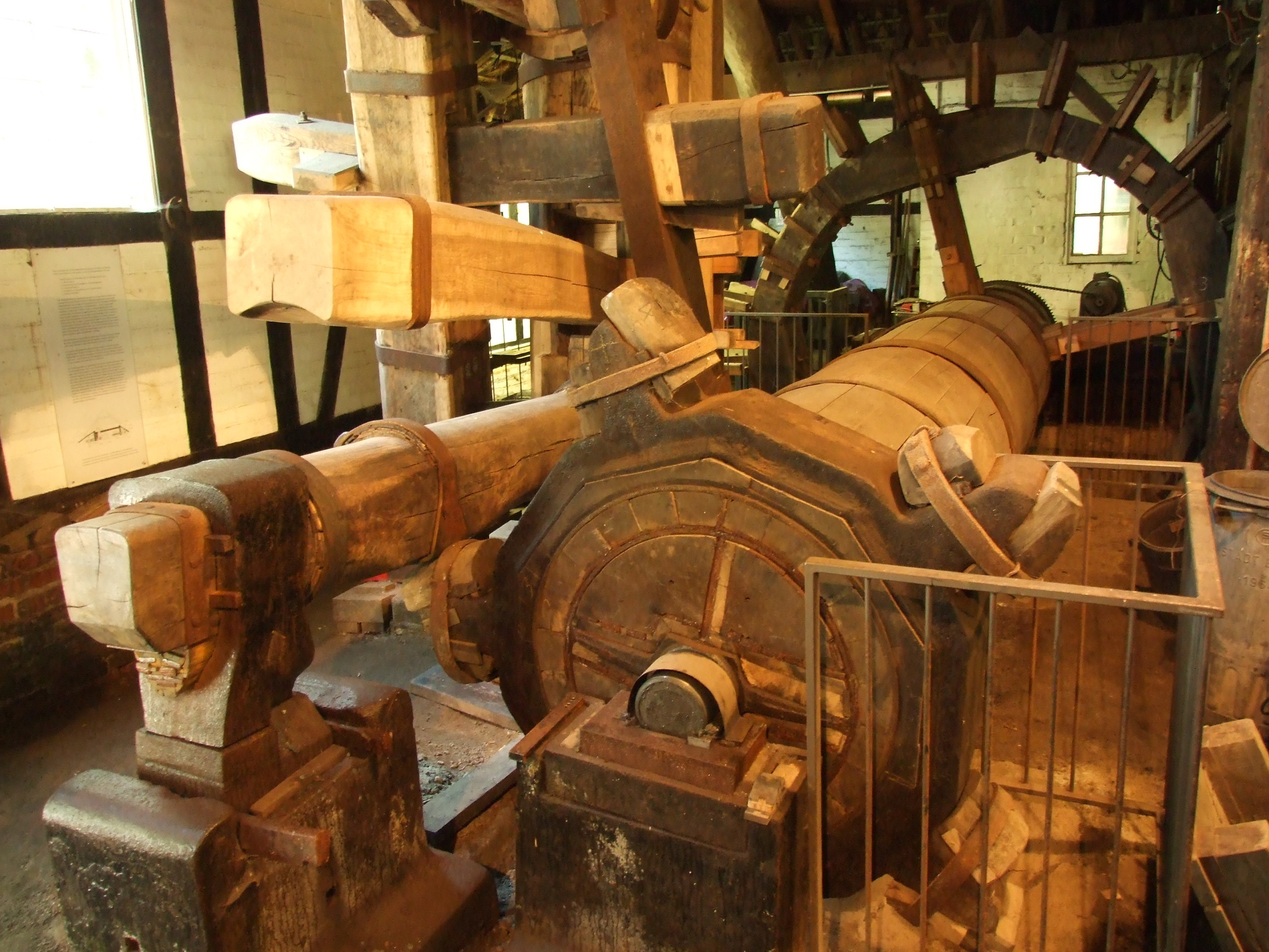
Aufwerfhammer
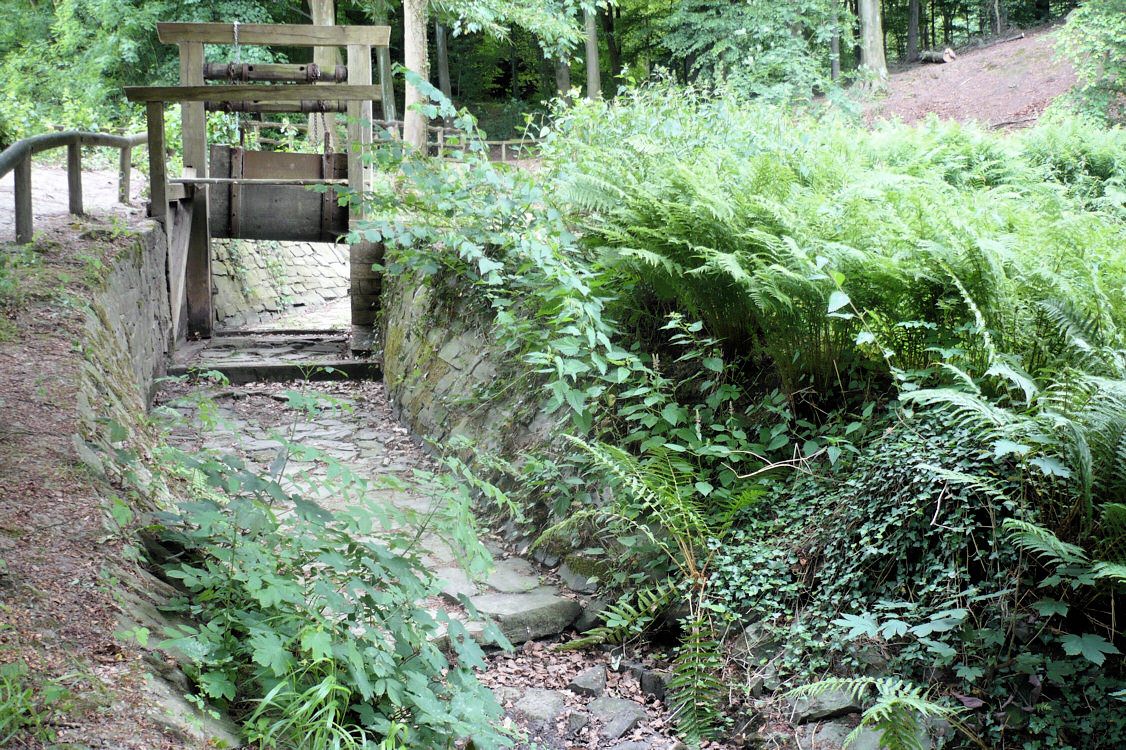
Überlaufwehr am Obergraben
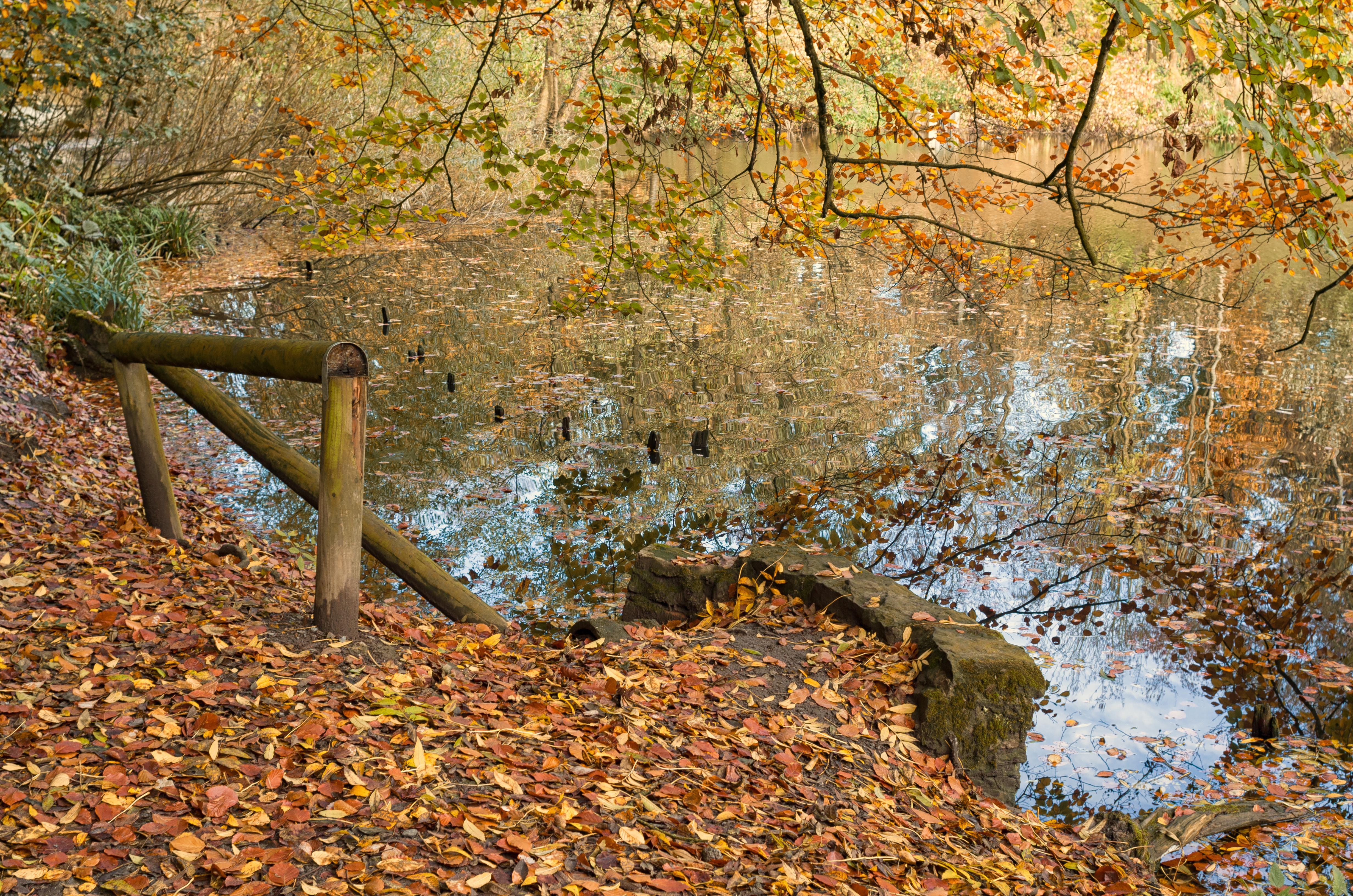
Halbachhammerteich im Herbst